# Chris Bahr
Christopher Kurt Bahr (ur. 3 lutego 1953 w State College) – amerykański piłkarz, grający na pozycji pomocnika oraz zawodnik futbolu amerykańskiego, grający na pozycji placekickera.

## Kariera piłkarska
Chris Bahr uczęszczął do Neshaminy High School w Langhorne w stanie Pensylwania. Następnie uczęszczał do Penn State University, gdzie grał w tamtejszej drużynie uniwersyteckiej, a także grał w drużynie futbolu amerykańskiego. Na tym uniwersytecie był trzykrotnie wybierany do drużyny All American w rozgrywkach piłkarskich, a raz w rozgrywkach futbolu amerykańskiego. Bahr w 1975 roku uzyskał tytuł Bachelor of Science w biologii oraz później uzyskał tytuł Juris Doctor at Southwestern University School of Law, godząc jednocześnie grę w Oakland Raiders.
Bahr jedyny sezon w lidze NASL zaliczył w sezonie 1975 w barwach Philadelphia Atoms. Bahr zaliczył sezon 1975 na tyle udanie (22 mecze, 11 goli), że został ogłoszonym Odkryciem Roku NASL. Jednak po zakończeniu sezonu Bahr postanowił zakończyć piłkarską karierę.

## Kariera reprezentacyjna
Chris Bahr w 1976 roku grał w olimpijskiej reprezentacji Stanów Zjednoczonych, dla której strzelił dwie w meczu z olimpijską reprezentacją Bermudów w meczu kwalifikacyjnym do igrzysk olimpijskich 1976 w Montrealu.

## Sukcesy piłkarskie

### Indywidualne
- Odkrycie Roku NASL: 1975

## NFL
Po zakończeniu kariery piłkarskiej Bahr zdecydował się karierę w futbolu amerykańskim. W 1976 roku trafił do draftu z numeren 51 z Cincinnati Bengals, z którym w tym samym roku podpisał profesjonalny kontrakt. W 1976 roku został wybrany do drużyny All-Rookie, a w 1977 roku do All-AFC według Sporting News. Z klubu odszedł w 1979 roku. W 1980 roku przeszedł do Oakland/Los Angeles Raiders, z którym dwukrotnie zdobył Super Bowl (1981, 1984). Najlepszy dla Bahra był sezon 1982/1983, w którym zdobył 78% field goali na mecz. Przez wiele lat był rekordzistą pod względem zdobytych punktów (817 punktów) oraz field goali (162) w historii klubu (pobity w 2007 roku przez Polaka Sebastiana Janikowskiego). Z klubu odszedł w 1988 roku. W 1989 roku przeszedł do San Diego Chargers, z po zdobyciu 17 field goali i 29 PAT-ów w NFL zakończył karierę.

## Sukcesy

### Oakland/Los Angeles Raiders
- Zdobywca Super Bowl: 1981, 1984

### Indywidualne
- Drużyna All-America: 1975
- Drużyna All-Rookie: 1976
- Drużyna All-AFC: 1977

## Życie prywatne
Chris Bahr jest synem piłkarza Waltera, członka National Soccer Hall of Fame i Davies Ann, mistrzyni Temple University w pływaniu oraz nauczycieli wychowania fizycznego na Penn State University. Brat Bahra, Casey był wybrany do drużyny All American na United States Naval Academy oraz grał w olimpijskiej reprezentacji Stanów Zjednoczonych w kwalifikacjach do igrzysk olimpijskich 1972 w Monachium. Młodszy brat, Matt był piłkarzem oraz futbolistą grającym na pozycji placekidera w lidze NFL, a siostra Davies Ann uprawiała gimnastykę na Penn State University.
Po zakończeniu kariery w NFL Bahr ukończył prawo na Southwestern Law School i praktykował prawo w Kalifornii i Pensylwanii. Obecnie jest doradcą finansowym, zarządzającym aktywami profesjonalnych sportowców w ProVest Management Group w Columbusie w stanie Ohio. Obecnie mieszka w Boalsburg wraz z żoną Eve, która jest adwokatem oraz dwójką dzieci. Syn Bahra, C.J. gra futbol amerykański na Slippery Rock University of Pennsylvania na pozycji placekidera.